# Foul (Basketball)
Dieser Artikel behandelt Fouls im Bereich Basketball. Sie werden in folgende verschiedene Bereiche unterteilt.

## Persönliche Fouls
Als persönliches Foul im Basketball bezeichnet man absichtliche oder unabsichtliche Regelwidrigkeiten während des laufenden Spiels, wie z. B. den Gegner am Trikot ziehen oder den Gegner falsch berühren.
Weitere Unterteilungen:

### Defensivfouls

#### Reach-In-Foul
Als Reach-In-Foul bezeichnet man das unerlaubte Berühren des Gegners mit der Hand, wenn dieser den Ball hat, z. B. wenn man ihm während des Dribbelns auf die Finger schlägt. Die angreifende Mannschaft bleibt im Ballbesitz.

#### Blocking Foul
Als Blocking Foul bezeichnet man die folgende Situation: Ein angreifender Spieler kommt mit dem Ball auf den blockenden Verteidiger zu. Wenn sich der Verteidiger aus seinem Block bewegt und es zu einem physischen Kontakt kommt, ist das ein Blocking Foul. Die angreifende Mannschaft bleibt im Ballbesitz.

#### Wurffoul
Als Wurffoul bezeichnet man das Foulen am angreifenden Spieler, während er versucht, einen Wurf auszuführen. War der Wurfversuch erfolgreich, wird dem gefoulten Spieler ein Freiwurf zugesprochen. War der Wurfversuch nicht erfolgreich, werden dem gefoulten Spieler zwei Freiwürfe zugesprochen. Und fand das Foul hinter der 3-Punkte-Linie statt, bekommt der gefoulte Spieler drei Freiwürfe zugesprochen. Nach einem erfolgreichen letzten Freiwurf bekommt die Mannschaft, die gefoult hatte, den Ball.

### Pushing
Wenn ein Spieler einen anderen Spieler wegstößt, kann dies als Pushingfoul geahndet werden. Wenn das Pushing überhart ist, wird ein unsportliches Foul verhängt.

### Hooking
Als Hookingfoul bezeichnet man das unerlaubte Festhalten des Gegners mit der Hand, wenn bei einer Rebound-Situation zwei Spieler um den Ball kämpfen. Der festgehaltene Spieler bekommt den Ballbesitz.

### Offensivfouls

#### Charging Foul
Ein Charging Foul liegt vor, wenn zwischen einem angreifenden Spieler (mit Ball) und einem Verteidiger Kontakt an der Vorderseite entsteht und sich der Verteidiger in der legalen Verteidigungsposition befindet. Eine legale Verteidigungsposition ist gegeben, wenn ein Verteidiger anfangs mit zwei Beinen stabil auf dem Boden steht und sich nur noch seitlich oder rückwärts bewegt.

#### Foul beim Block stellen
Wenn ein angreifender Spieler (ohne Ball) einen Block stellt, so dass der Verteidiger des ballführenden Spielers nicht an ihm vorbeikommt, ist das nicht zwangsläufig ein Foul. Es wird ein Foul, sobald er:
- den Verteidiger festhält,
- den Verteidiger schubst o. Ä.

## Technische Fouls

### Technische Fouls
Als technisches Foul (kurz: T) bezeichnet man alle Fouls, denen kein Körperkontakt zweier Spieler voraus ging, z. B. heftiges Reklamieren nach einer Schiedsrichterentscheidung, Anschreien / -pöbeln des Gegners oder Ähnliches, also jegliche Disziplinlosigkeit. Dies gilt auch bei Provokation des Gegners. Ebenso können Regelverstöße administrativer Art (z. B. mehr als fünf Spieler auf dem Spielfeld, Fehler beim Spielerwechsel) als technisches Foul geahndet werden. Antäuschen einer Gewalttat kann auch mit einem technischen Foul bestraft werden. Wenn ein Spieler übertrieben mit seinen Ellenbogen schwingt, kann das auch mit einem technischen Foul bestraft werden. Die „gefoulte“ Mannschaft bekommt einen Freiwurf, danach geht das Spiel dort weiter, wo es aufgehört hat. Bekommt ein Trainer oder ein Spieler vor Spielbeginn ein technisches Foul entfällt der Einwurf an der Mittellinie, da ein Basketballspiel immer mit einem Sprungball begonnen werden muss. Nachdem ein technisches Foul gepfiffen wurde, bekommt die gegnerische Mannschaft einen Freiwurf (ohne Aufstellung) und das Spiel wird fortgesetzt, wo es aufgehört hat.

#### Flopping
Wenn ein Spieler ein Foul vortäuscht, zum Bsp. auf den Boden fällt, ohne dass es eine Berührung gab, wird dieser Spieler entweder vorgewarnt oder er bekommt direkt ein technisches Foul. Siehe auch Flop (Basketball).

### Trainer (B- und C-Fouls)
Bei Trainern gibt es zwei verschiedene technische Fouls:
1. das B-Foul (B für „Bank“) und
2. das C-Foul (C für „Coach“).

Das B-Foul bekommt ein Trainer, wenn eine Person (Spieler, Teambegleiter etc.) auf der Bank gegen eine Regel verstößt. Nach dem dritten B-Foul muss der Trainer das Spiel verlassen. Bei einem C-Foul muss der Trainer selber gegen eine Regel verstoßen haben.

## Unsportliche Fouls
Es gibt vier Kriterien, für die ein unsportliches Foul verhängt werden kann.
1. Basketballuntypische Kontakte bzw. kein geeigneter Versuch den Ball zu spielen: Kontakt mit einem Gegenspieler, ohne dabei legitim zu versuchen, den Ball unmittelbar und gemäß Inhalt und Absicht der Regeln zu spielen.
2. Übertrieben harte Kontakte.
3. Unnötige Kontakte beim Gegenangriff: Ein an sich unnötiger Kontakt durch einen Verteidiger an einem Gegenspieler mit dem Ziel, die gegnerische Mannschaft bei deren Gegenangriff zu stoppen wird mit einem unsportlichen Foul geahndet. Dies gilt solange, bis der Angreifer seine Korbwurfaktion beginnt.
4. Kontakte von hinten oder von der Seite bei Breakaway-Situationen: Ein regelwidriger Kontakt durch einen Spieler von hinten oder seitlich an einem Gegenspieler, der zum gegnerischen Korb zieht, während sich kein Gegenspieler zwischen dem zum Korb ziehenden Spieler, dem Ball und dem gegnerischen Korb befindet und der zum Korb ziehende Spieler in Ballkontrolle ist, oder der zum Korb ziehende Spieler versucht, Ballkontrolle zu erlangen, oder der Ball bei einem Pass zu einem zum Korb ziehenden Spieler die Hände verlassen hat. Dies gilt solange, bis der Angreifer seine Korbwurfaktion beginnt.

Ein unsportliches Foul wird mit zwei Freiwürfen (ohne Aufstellung) und Einwurf an der Einwurf-Markierung bestraft.

## Disqualifizierende Fouls
Ein disqualifizierendes Foul ist das schlimmste Foul, das man im Basketball begehen kann. Beispiele sind Beleidigung des Schiedsrichters oder Gegners, ein sehr brutales Foul oder andere harte Regelverstöße, auch wenn ein Spieler keine Chance auf den Ball hat, aber den Korberfolg verhindert.
Ein disqualifizierendes Foul wird mit zwei Freiwürfen (ohne Aufstellung) und Einwurf an der Einwurf-Markierung bestraft. Zudem muss der Spieler, der das Foul begangen hat, sofort die Halle verlassen.

### Fighting
Wenn es zum Fighting zwischen Spielern, Trainern oder Mannschaftbegleitern kommt, werden sie disqualifiziert. Wenn ein oder mehrere Spieler oder Mannschaftbegleiter von der Mannschaftsbank beim Fighting mitmachen, erhält der Trainer ein B-Foul.
Beim Fighting darf nur der Trainer auf das Spielfeld gehen.

## Doppelfoul
Ein Doppelfoul liegt vor, wenn zwei Spieler sich gegenseitig foulen und beide verantwortlich sind. Bei einem Doppelfoul können nur zwei gleiche Foularten wie zwei unsportliche, disqualifizierende, technische oder persönliche Fouls verhängt werden.
Die Spieler dürfen nicht in der gleichen Mannschaft spielen und die Strafen lösen sich nach dem Strafen-Auflösungsprinzip auf.
Weitere Regeln sind:

## Teamfouls
Für jedes persönliche Foul, das ein Spieler aus einem Team in einem Viertel begeht, wird ein Teamfoul addiert. Nach dem 5. Teamfoul gibt es einen Bonus für das gefoulte Team. Wenn das Team im Bonus gefoult wird, erhält dieses zwei Freiwürfe statt einem Einwurf. Teamfouls werden nicht bei einem Offensivfoul ausgeführt.

## Ausfoulen
Ein Spieler hat ausgefoult, sobald er:
- fünf- beziehungsweise in der NBA sechsmal ein normales Foul begangen hat;
- zwei unsportliche oder technische Fouls hat oder
- ein disqualifizierendes Foul verhängt bekommt.

Ein Trainer wird disqualifiziert, wenn:
- er zwei technische Fouls („C“) aufgrund von persönlichem, unsportlichem Verhalten bekommen hat;
- gegen die Bank seines Teams drei technische Fouls („B“) verhängt wurden oder
- eine Kombination aus zwei Bankfouls („B“) und einem technischen Foul („C“) in beliebiger Reihenfolge verhängt wurde.

Wenn ein Spieler/Trainer sich rausgefoult hat, muss er die Halle verlassen. Bei einer Disqualifizierung kann die Spielleitung eine Zeitsperre und/oder eine Geldstrafe verhängen.

## Zylinderprinzip
Das Zylinderprinzip wird als Raum innerhalb eines gedachten Zylinders definiert, der von einem Spieler auf dem Spielfeld eingenommen wird. Die Größe des Zylinders und der Abstand zwischen den Füßen des Spielers muss im Verhältnis zu seiner Körpergröße stehen und schließt den Raum über dem Spieler mit ein. Die Grenzen des Zylinders für einen Verteidiger oder einen Angreifer ohne Ball bilden
- nach vorne die Handflächen,
- nach hinten das Gesäß, und
- nach den Seiten die Außenseiten seiner Arme und Beine

Die Grenzen des Zylinders für einen Angreifer mit Ball bilden
- nach vorne die Füße bei gebeugten Knien und Armen, während er den Ball in Hüfthöhe oder höher hält,
- nach hinten das Gesäß, und
- nach den Seiten die Außenseiten seiner Ellbogen und Beine

Wenn ein Spieler seinen Zylinder verlässt und in einen anderen Zylinder reingeht und es nun zum Kontakt kommt, wird dem Spieler, der seinen Zylinder verlassen hat, das Foul zugeschrieben.

## Ausnahmeregelungen

### Aufhebung von Strafen
Wenn mehrere Fouls in der gleichen Unterbrechung gepfiffen werden bzw. ein technisches Foul für Team A und ein technisches Foul für Team B, dann werden die Strafen aufgehoben und das Spiel wird dort fortgesetzt, wo es unterbrochen wurde.

### Technische Fouls
Normalerweise sollten technische Fouls direkt gepfiffen werden, es sei denn, dies würde einen Nachteil für die Mannschaft bedeuten, die das technische Foul nicht bekommen würde.

### Path Foul
Ein Path Foul ist ein Foul, bei dem der Gegner freie Bahn zum Korb hat und man ihn von der Seite oder hinten foult. Die Folgen sind dieselben wie bei einem technischen Foul. Dieses Foul gilt in der NBA, nach Angaben des DBB wird dieses Foul allerdings als unsportlich gewertet.